# George Simpson
George Simpson (Estados Unidos, 21 de septiembre de 1908-2 de diciembre de 1961) fue un atleta estadounidense, especialista en la prueba de 200 m en la que llegó a ser subcampeón olímpico en 1932. Simpson fue el primero en correr 100 yardas en 9.4 segundos, pero debido a que usó tacos de salida, el récord nunca fue ratificado. 

## Carrera deportiva
En los JJ. OO. de Los Ángeles 1932 ganó la medalla de plata en los 200 metros, con un tiempo de 21.4 segundos, llegando a meta tras su compatriota Eddie Tolan (oro con 21.2 s) y por delante de otro estadounidense Ralph Metcalfe (bronce con 21.5 segundos).